# دالنو
دالنو (به لهستانی:  Dalno) یک روستا در لهستان است که در گمینا ووبز واقع شده‌است. دالنو ۴۵۰ نفر جمعیت دارد و ۱۰۰ متر بالاتر از سطح دریا واقع شده‌است.